# Наковањ (Оребић)
Наковањ је насељено место у саставу општине Оребић, на полуострву Пељешцу, Дубровачко-неретванска жупанија, Република Хрватска.

## Историја
До територијалне реорганизације у Хрватској налазио се у саставу старе општине Корчула.

## Становништво
На попису становништва 2011. године, Наковањ је имао 3 становника.
| Број становника по пописима | Број становника по пописима | Број становника по пописима | Број становника по пописима | Број становника по пописима | Број становника по пописима | Број становника по пописима | Број становника по пописима | Број становника по пописима | Број становника по пописима | Број становника по пописима | Број становника по пописима | Број становника по пописима | Број становника по пописима | Број становника по пописима | Број становника по пописима |
| --------------------------- | --------------------------- | --------------------------- | --------------------------- | --------------------------- | --------------------------- | --------------------------- | --------------------------- | --------------------------- | --------------------------- | --------------------------- | --------------------------- | --------------------------- | --------------------------- | --------------------------- | --------------------------- |
| 1857                        | 1869                        | 1880                        | 1890                        | 1900                        | 1910                        | 1921                        | 1931                        | 1948                        | 1953                        | 1961                        | 1971                        | 1981                        | 1991                        | 2001                        | 2011                        |
| 166                         | 150                         | 166                         | 133                         | 162                         | 130                         | 131                         | 270                         | 78                          | 70                          | 34                          | 15                          | 20                          | 6                           | 4                           | 3                           |

Напомена: Од 1857. до 1921. исказивано под именом Накован. У 1931. садржи податке за насеље Ловиште.

### Попис1991.
На попису становништва 1991. године, насељено место Наковањ је имало 6 становника, следећег националног састава:
| Попис 1991.‍ | Попис 1991.‍ | Попис 1991.‍ | Попис 1991.‍ | Попис 1991.‍ |
| ----------- | ----------- | ----------- | ----------- | ----------- |
|             |             |             |             |             |
| Хрвати      | Хрвати      |             | 2           | 33,33%      |
| остали      | остали      |             | 3           | 50,00%      |
| непознато   | непознато   |             | 1           | 16,66%      |
| укупно: 6   |             |             |             |             |